# Therese Affolter
Therese Affolter (* 28. November 1951 in Bern) ist eine Schweizer Schauspielerin.

## Leben
Sie studierte 1971 bis 1974 Schauspiel am Max-Reinhardt-Seminar in Wien. 1974 erhielt sie ein Engagement am Staatstheater Stuttgart und beeindruckte hier unter anderem 1977 als Gretchen in Claus Peymanns Faust-Inszenierung. 1979 kam sie an das Schauspielhaus Bochum und übernahm dort im selben Jahr die Titelrolle in Die heilige Johanna der Schlachthöfe.
Von 1980 bis 1983 wirkte sie am Deutschen Schauspielhaus in Hamburg, von 1983 bis 1985 am Residenztheater in München, 1985 am Schauspielhaus Köln und 1985 bis 1987 am Thalia Theater in Hamburg.
Von 1987 bis 1999 gehörte Therese Affolter zum Ensemble des Wiener Burgtheaters. Dort verkörperte sie zum Beispiel 1988 das Hausmädchen Herta in der Uraufführung von Thomas Bernhards Heldenplatz und 1998 die Mutter Courage in der Inszenierung von Konstanze Lauterbach. Im Jahr 2000 ging sie unter Peymann, mit dem sie besonders oft zusammenarbeitete, zum Berliner Ensemble, wo sie bis 2006 blieb. Daneben spielte sie als Gast auch an der Schaubühne am Lehniner Platz.
Im Jahr 2006 gastierte Therese Affolter am Zimmertheater Tübingen und am Schauspielhaus Graz, in der Spielzeit 2006/07 war sie am Volkstheater Wien zu sehen.
Obwohl sie vorwiegend am Theater tätig ist, wirkte Therese Affolter auch bei mehreren Filmen mit. 1986 verkörperte sie Ulrike Meinhof in Reinhard Hauffs Film Stammheim. Daneben ist sie mit Hörbüchern und Dichterlesungen aktiv.

## Filmografie
- 1973: Ein junger Mann aus dem Innviertel (Fernsehfilm)
- 1976: Die Alpensaga, Teil 1 – Liebe im Dorf
- 1979: Letzte Liebe
- 1980: Nestbruch
- 1981: Das Flugjahr
- 1981: Die heilige Johanna der Schlachthöfe
- 1982: Grenzenlos
- 1983: Heller Wahn
- 1986: Der Fahnder, (Fernsehserie, Folge 1x14 Cop Conny)
- 1986: Mit meinen heißen Tränen (Dreiteiler)
- 1986: Stammheim
- 1987: Komplizinnen
- 1989: Heldenplatz
- 1992: Dead Flowers
- 1993: Das Dorf an der Grenze (Fernsehfilm)
- 1994: Schartl
- 1994: Kilometer 123,5
- 1995: Es war doch Liebe?
- 1996: Lisa und die Säbelzahntiger
- 2000: Der Umweg
- 2003: Maries Herz
- 2007: Tatort – Unter Uns
- 2008: Der Freund
- 2009: Frühling im Herbst (Fernsehfilm)
- 2009: Tatort – Gesang der toten Dinge
- 2012: Tatort – Kein Entkommen
- 2012: Schnell ermittelt (Fernsehserie, Folge 4x01 Ivonne Werner)
- 2013: SOKO Wien (Fernsehserie, Folge 8x04 Staub zu Staub)
- 2013: About: Kate (Fernsehserie, 11 Folgen)
- 2015: Die Toten vom Bodensee – Familiengeheimnis (Fernsehfilm)
- 2016: Inga Lindström: Gretas Hochzeit (Fernsehreihe)
- 2017: Die göttliche Ordnung (Kinofilm)
- 2018: Die kleine Hexe
- 2020: Frieden (Fernsehserie)
- 2022: Tatort: Risiken mit Nebenwirkungen (Fernsehserie)
- 2024: Der Altaussee-Krimi: Letzter Jodler (Fernsehreihe)
- 2025: In aller Freundschaft – Die jungen Ärzte (Fernsehserie, Folge 10x25 Zwiespalt)

## Hörspiele (Auswahl)
- 2005: Tankred Dorst: Parzivals Weg. Regie: Beate Andres, Mitwirkende: Marc Hosemann, Therese Affolter, Max Hopp, Judith Engel, Herbert Fritsch, Jürgen Holtz, Christine Oesterlein, Edgar Selge, Tankred Dorst, Martin Engler, Katharina Burowa, u. a., 61 Minuten, DLR.
- 2015: David Zane Mairowitz: Hornissengedächtnis – Regie: David Zane Mairowitz (Hörspiel – SRF/ORF)

## Auszeichnungen
- 1974: Förderungspreis zur Kainz-Medaille
- 2001: Kunstpreis des Kantons Solothurn

## Fußnote
1. ↑  Geburtsort laut Wolfgang Brauneck, Wolfgang Bech (Hg): Theaterlexikon 2, rowohlts enzyklopädie, 2007: Olten.

| Personendaten    | Personendaten                             |
| ---------------- | ----------------------------------------- |
| NAME             | Affolter, Therese                         |
| KURZBESCHREIBUNG | Schweizer Theater- und Filmschauspielerin |
| GEBURTSDATUM     | 28. November 1951                         |
| GEBURTSORT       | Bern                                      |